# Lieuran-Cabrières
Lieuran-Cabrières (okzitanisch: Liuran de Cabrièiras) ist ein Ort und eine südfranzösische Gemeinde mit 338 Einwohnern (Stand: 1. Januar 2022) im Département Hérault in der Region Okzitanien. Die Gemeinde gehört zum Arrondissement Lodève und zum Kanton Mèze. Die Einwohner werden Lieuranais genannt.

## Lage
Lieuran-Cabrières liegt etwa 26 Kilometer nordnordöstlich von Béziers bzw. etwa 35 Kilometer westlich von Montpellier. An der nordöstlichen Gemeindegrenze verläuft das Flüsschen Dourbie. Umgeben wird Lieuran-Cabrières von den Nachbargemeinden Villeneuvette im Nordwesten und Norden, Nébian im Norden und Osten, Aspiran im Südosten, Péret im Süden und Westen sowie Cabrières im Westen und Nordwesten.

## Bevölkerungsentwicklung
| Jahr                       | 1962 | 1968 | 1975 | 1982 | 1990 | 1999 | 2006 | 2017 |
| Einwohner                  | 152  | 181  | 137  | 140  | 166  | 184  | 245  | 322  |
| Quellen: Cassini und INSEE |      |      |      |      |      |      |      |      |

## Sehenswürdigkeiten

Kirche Saint-Martin

- Kirche Saint-Martin